# Stazione di Kuroiwa
La stazione di Kuroiwa (黒岩駅?, Kuroiwa-eki) è una stazione ferroviaria situata nella cittadina di Yakumo, in Hokkaidō, Giappone, servita dalla linea principale Hakodate della JR Hokkaido.

## Strutture e impianti
La stazione, situata lungo il litorale del golfo di Uchiura è dotata di due marciapiedi, uno laterale e uno a isola, in origine con tre binari, ma attualmente uno di essi è stato rimosso, e quindi i binari in uso sono due. Le banchine sono collegate da una passerella a raso con passaggio a livello interno ai binari ed è presente un piccolo fabbricato viaggiatori non presenziato.

## Movimento
Presso questa stazione fermano treni locali e i rapidi Iris.
| «                         | Servizio                  | »                         |
| Linea principale Hakodate | Linea principale Hakodate | Linea principale Hakodate |
| ------------------------- | ------------------------- | ------------------------- |
| Yamasaki                  | Locale                    | Kita-Toyotsu              |
| Yamasaki ←                | Rapido Iris               | ← Kunnui                  |

## Servizi
Il fabbricato viaggiatori è dotato di una piccola sala d'attesa.
- Sala d'attesa

## Interscambi
- Fermata autobus (fermata di Kuroiwa-ekimae)